# Loche de Lambayeque
El loche de Lambayeque, también llamado zapallo loche, es una indicación geográfica peruana para el fruto de la especie Cucurbita moschata Duchesne. Su cultivo se remonta a la época prehispánica, ya que se han encontrado semillas de esta especie en tumbas de la costa norte peruana con una antigüedad de más de 6000 años.
Tiene el exterior de color verde oscuro y con marcas de relieve y pequeñas protuberancias, mientras que la pulpa es de un intenso color anaranjado con tintes dorados, de sabor y aroma característicos.
Es la sexta denominación de origen protegida, otorgada en diciembre de 2010. Se cultiva y produce en el departamento de Lambayeque, de donde es oriundo. A nivel internacional, el gobierno peruano registró la denominación de origen ante la Organización Mundial de la Propiedad Intelectual, conforme al Sistema de Lisboa, el 10 de enero de 2012.
Se utiliza en purés, cremas, dulces y locros, y es un ingrediente fundamental del cabrito a la norteña.